# Acquarica del Capo
Acquarica del Capo is een gemeente in de Italiaanse provincie Lecce (regio Apulië) en telt 4904 inwoners (31-12-2011). De oppervlakte bedraagt 18,4 km², de bevolkingsdichtheid is 267 inwoners per km².

## Demografie
Acquarica del Capo telt ongeveer 1763 huishoudens. Het aantal inwoners daalde in de periode 1991-2001 met 0,9% volgens cijfers uit de tienjaarlijkse volkstellingen van ISTAT.
| Jaar | Inwoneraantal |
| ---- | ------------- |
| 1991 | 4779          |
| 2001 | 4734          |
| 2011 | 4904          |

## Geografie
De gemeente ligt op ongeveer 110 m boven zeeniveau.
Acquarica del Capo grenst aan de volgende gemeenten: Presicce, Ruffano, Specchia, Taurisano, Ugento.

## Externe link

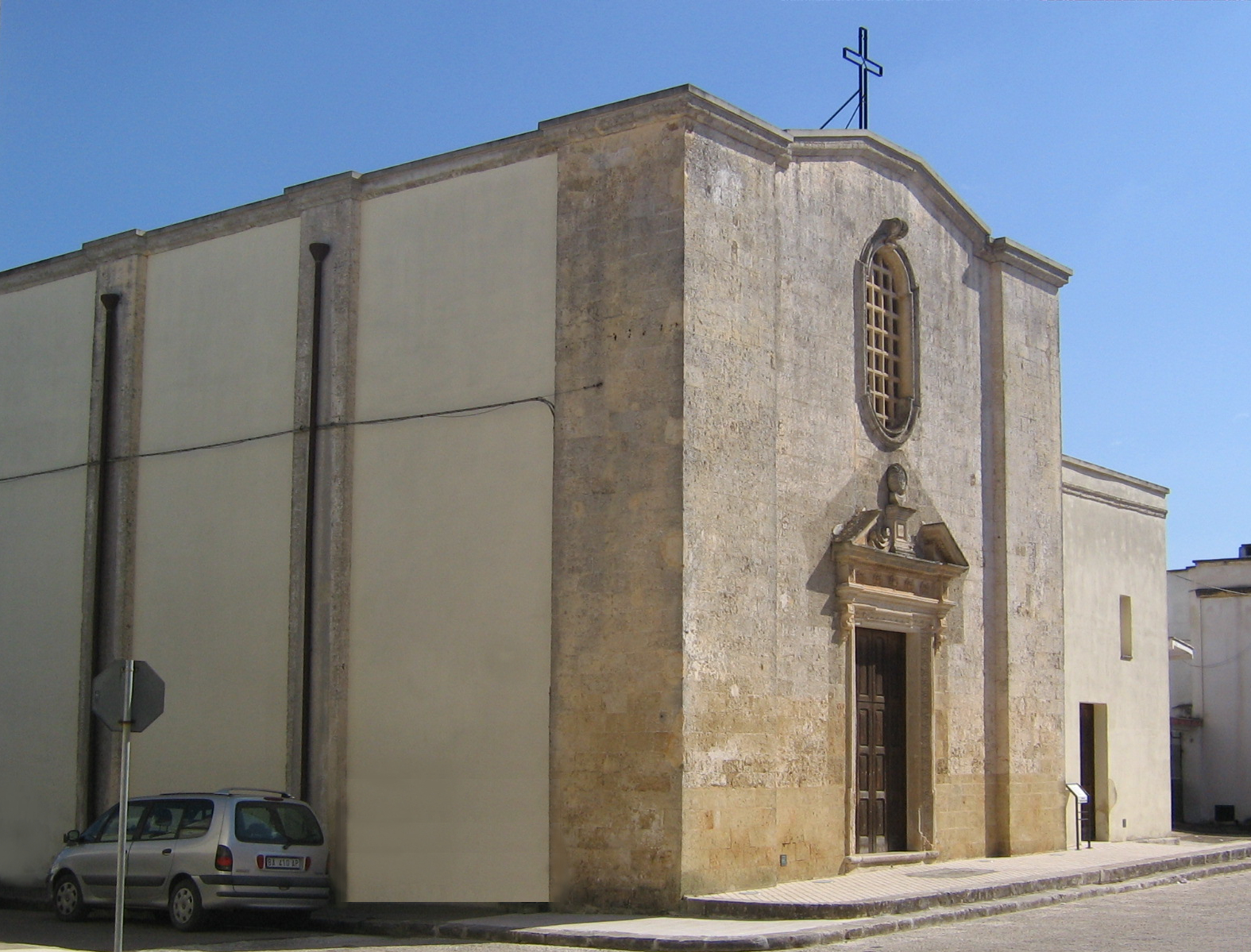
Kerk van Acquarica del Capo, gewijd aan San Carlo Borromeo